# Podborze (obwód brzeski)
Podborze (biał. Падбур’е, Padburje) – wieś na Białorusi w rejonie kamienieckim obwodu brzeskiego. Miejscowość wchodzi w skład sielsowietu Wierzchowice.
Wieś magnacka położona była w końcu XVIII wieku w powiecie brzeskolitewskim województwa brzeskolitewskiego. 
Do 11 grudnia 2012 roku miejscowość wchodziła w skład sielsowietu Kalenkowicze.
W 1899 roku miejscowość należała do parafii w Wierzchowicach.